# NGC 7051
NGC 7051 (другие обозначения — PGC 66566, MCG -2-54-4, IRAS21171-0859) — спиральная галактика (Sa) в созвездии Водолей.
Этот объект входит в число перечисленных в оригинальной редакции «Нового общего каталога».
В галактике вспыхнула сверхновая SN 2002dq типа II, её пиковая видимая звездная величина составила 17,0.